# 韓語文法
此文中用到的转写为基于词素结构的（类似谚文），不计辅音同化等影响，以使论述清晰易懂。
本文為韓語（朝鲜语）語法的介紹。

## 概覽
朝鲜语为黏着语。名词一般无性、数、格之分，形容词等修饰语多前置，动词的态、语气等通过添加词尾方式表明。主要语序为主宾谓，但句子成分多用后置的助词标明其作用，因此语序有一定的灵活性，但谓语置于句末算是较为严格的。

## 語序
朝鮮語語序如下：
- 基本語序：主詞─受詞─動詞(SOV)
- 介詞多為後置詞，即介詞置於其所支配的名詞之後。
- 數詞、形容詞、指示詞和關係子句等置於被修飾詞前方

## 各詞類

### 名词
朝鲜语的名詞（ myeongsa，或  ireumssi）无性与数之分。虽然有时可以在词汇后面加上后缀  deul 使其变成复数（类似汉语“们”），但并非必须。通常如果在语境中该名词很明显是复数，则不用加这个后缀。例如，在句子 sagwaga se gae isssumnida（“苹果三有三个”）中， sagwa（“苹果”）一词无须使用复数后缀，句子依然成立。
朝鲜语的基本名词大多是固有词，例如： nara（国家）， nal （日）。但是，有大量韩语名词词根是由韩语发音的中文词汇而来，例如： san（山）、 yeok（驛）、 munhwa（文化）等等。许多汉字词都有其对应的韩语固有词，反之亦然，但不是所有的。使用汉字词还是固有词的选择是很微妙的，汉字词的选用往往听起来更深刻或更精致。

### 代词
朝鲜语的代词（ daemyeongsa，或  daeireumssi）主要分为人称代词和指示代词。
人称代词受敬语体系的影响较大。第一人称代词有泛称和谦称之分：泛称为  na（“我”） 和  uri（“我们”），谦称为  jeo（“我”）和  jeohui（“我们”）。第二人称代词使用比较受限，主要限于上对下的关系、非常亲近的关系、以及面向不特定对象的广告、歌词等语境中才会使用；大多数情况下，会选择用姓名、职务、关系等称呼听话人以表示尊敬，或通过省略代词避免直接称呼对方。第三人称代词主要基于指示代词  geu （“那个”）构成，但在实际应用中，更常通过使用“指示代词 + 名词”的方式来指代，如  geu saram（“那个人”）。
| 人称     | 阶称   | 单数      | 复数          |
| -------- | ------ | --------- | ------------- |
| 第一人称 | 泛称   | 나        | 우리          |
| 第一人称 | 谦称   | 저        | 저희          |
| 第二人称 | 卑称   | 너        | 너희          |
| 第二人称 | 平称   | 자네      | 자네들        |
| 第二人称 | 准尊称 | 그대 당신 | 그대들 당신들 |

指示代词根据距离分为近称、中称、远称三类。近称指代离说话人较近的事物或地点，中称指代离听话人较近的事物或地点，远称指代离说话人和听话人都远的事物。
|      | 作冠词形 | 指事物 | 指地点 |
| ---- | -------- | ------ | ------ |
| 近称 | 이       | 이것   | 여기   |
| 中称 | 그       | 그것   | 거기   |
| 远称 | 저       | 저것   | 저기   |
| 疑问 | 어느     | 무엇   | 어디   |

### 助词
助词（ josa，也叫 tossi），是韩语的后置介词或格标识。例如包括： neun（表话题）与 reul（表宾语）。助词来实词后用来指示名字在一个句子或子句中的作用（主语、宾语、补语或话题）。参见朝鲜语助词列表。
名词与代词都可后加助词标示格。格助词常有两种形式，分别适用于以辅音和元音结尾的体言。两种形式一般只有些许区别，例如添加辅音、多一音节等，以使添加时易于念出。但例外是主格助词，原始的 이 现只适用于辅音尾，至于元音尾则用非同源的 가 作助词，在某种程度上构成异干互补。
| 格     | 元音后                        | 辅音后                        |
| ------ | ----------------------------- | ----------------------------- |
| 主格   | 가                            | 이                            |
| 宾格   | 를                            | 을                            |
| 属格   | 의                            | 의                            |
| 与格   | 에（非动物） 에게（动物）     | 에（非动物） 에게（动物）     |
| 位格   | 에서（非动物） 에게서（动物） | 에서（非动物） 에게서（动物） |
| 工具格 | 로                            | 으로                          |
| 共格   | 하고                          | 하고                          |
| 共格   | 와                            | 과                            |
| 共格   | 랑                            | 이랑                          |

| 类型   | 元音后 | 辅音后 |
| ------ | ------ | ------ |
| 表话题 | 는     | 은     |
| 表“也” | 도     | 도     |
| 表举例 | 나     | 이나   |

- 话题与表“也”助词起到为名词短语标示格的作用，它们替换相应的主格和宾格助词。

### 数词
数词（ susa，也叫  semssi），包含两个经常使用的集，韩语固有词和汉字词，汉字词数字系统完全基于中文数字。两个数字系统的要完全分开使用。计数时可以使用两个系统之一，但很少同时使用。大数字以“万”（10,000）分段，与中文数字相同，而不是像欧美国家那样使用“千”。

### 动词
朝鮮语的动词结构是相当复杂的，显出了其黏着语的特征。同时它也是有着明显规律的，动词的态、式、语气、语态等信息通过向动词词干添加一系列词尾和／或配合助动词实现。活用时，一些不规则动词的词干发生脱落或更换。从某些词尾也可见到元音和谐律的残留。